# Route nationale 82
La route nationale 82 (RN 82 o N 82) è stata una strada nazionale francese che partiva da L'Hôpital-sur-Rhins e termina a Balbigny.

## Percorso
Ha inizio nel comune di Saint-Cyr-de-Favières, a sud di Roanne, dove si stacca dalla N7 e si dirige a sud. Il vecchio percorso, parallelo a quello attuale, è stato declassato a D1082. La N82 oggi finisce all’innesto sull'A89, ma originariamente proseguiva sulla riva destra della Loira risalendone la valle e servendo Balbigny, Feurs e Veauche, dove essa abbandonava la valle per seguire quella del Furan e raggiungere Saint-Étienne.
In seguito saliva fino ai 1154 m s.l.m. del Col de la République per poi ridiscendere a Bourg-Argental e seguire la Déôme in direzione est: oggi qui cambia nome in D820. Toccava poi Davézieux, virava a nord-est ed attraversava il Rodano presso Serrières, punto dove ora torna a chiamarsi D1082, quindi si concludeva sulla N7 a Chanas. Prima del 1972, invece, da Davézieux giungeva ad Andance, sempre nella valle del Rodano, ma terminava prima del fiume, sull’allora N86: questo tratto è conosciuto attualmente come D82.